# Remise Waalhaven
De Remise Waalhaven is sinds 1974 een metroremise van de RET in het Rotterdamse Waalhavengebied. Het is een van de twee metroremises voor de Rotterdamse metro. De remise bevindt zich tussen de metrostations Slinge en Rhoon.
Vanuit Remise Waalhaven worden de lijnen D en E geëxploiteerd. Ook is het Rotterdamse metronet via de remise verbonden aan het Nederlandse spoorwegnet en kan gemakkelijk materieel worden uitgewisseld.
In 2011 werd de remise gemoderniseerd, waarbij voornamelijk de magazijnen, installaties en kantoren werden opgeknapt.